# Ovidiu (oraș)
Ovidiu este un oraș în județul Constanța, Dobrogea, România, format din localitatea componentă Ovidiu (reședința), și din satele Culmea și Poiana. Are o populație de 13.131 locuitori. Vechea denumire a localității este Canara, de la cuvântul turcesc kanará care are mai multe sensuri: „stâncă”, „altar”, „abator”, „târg de vite”. Denumirea actuală i-a fost dată în omagiu către poetul roman Ovidiu.

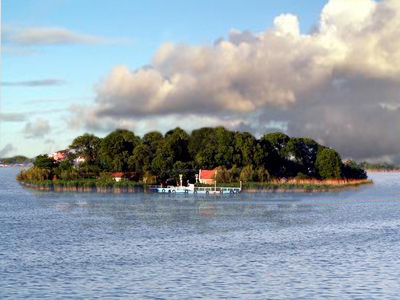
Insula Ovidiu din limanul Siutghiol.

Orașul este o suburbie a Constanței, cu zone comerciale și industriale, și cartiere de reședință din care majoritatea populației lucrează în orașul Constanța, distanța față de centrul acesteia fiind de 13 km.
Printre realizările urbanistice din orașul Ovidiu, se pot menționa Centrul Cultural, inaugurat în anul 2003, biserica nouă a orașului situată, ca și Centrul Cultural, de-a lungul șoselei internaționale ce străbate orașul (E60), baza sportivă și stadionul - construcții noi, precum și cartierul rezidențial de pe malul lacului Siutghiol.
În perioada 2008 - 2012, primarul orașului a fost Dumitru Bocai.

## Demografie
Componența etnică a orașului Ovidiu
     Români (72,07%)
     Tătari (2,14%)
     Romi (1,25%)
     Turci (1,15%)
     Alte etnii (0,27%)
     Necunoscută (23,11%)
Componența confesională a orașului Ovidiu
     Ortodocși (70,45%)
     Musulmani (4,19%)
     Alte religii (1,34%)
     Necunoscută (24,02%)
Conform recensământului efectuat în 2021, populația orașului Ovidiu se ridică la 13.968 de locuitori, în creștere față de recensământul anterior din 2011, când fuseseră înregistrați 13.847 de locuitori. Majoritatea locuitorilor sunt români (72,07%), cu minorități de tătari (2,14%), romi (1,25%) și turci (1,15%), iar pentru 23,11% nu se cunoaște apartenența etnică. Din punct de vedere confesional, majoritatea locuitorilor sunt ortodocși (70,45%), cu o minoritate de musulmani (4,19%), iar pentru 24,02% nu se cunoaște apartenența confesională.
Ovidiu - evoluția demografică

|  | Graficele sunt indisponibile din cauza unor probleme tehnice. Mai multe informații se găsesc la Phabricator și la wiki-ul MediaWiki. |

Date: Recensăminte sau birourile de statistică - grafică realizată de Wikipedia

### Comunitatea musulmană
Există două geamii musulmane în Ovidiu, cea mai nouă fiind construită începând cu anul 2005.

## Politică și administrație
Orașul Ovidiu este administrat de un primar și un consiliu local compus din 17 consilieri. Primarul, George Scupra[*], de la Partidul Național Liberal, este în funcție din 2012. Începând cu alegerile locale din 2024, consiliul local are următoarea componență pe partide politice:
|  | Partid                          | Consilieri | Componența Consiliului | Componența Consiliului | Componența Consiliului | Componența Consiliului | Componența Consiliului | Componența Consiliului | Componența Consiliului | Componența Consiliului | Componența Consiliului | Componența Consiliului |
|  | ------------------------------- | ---------- | ---------------------- | ---------------------- | ---------------------- | ---------------------- | ---------------------- | ---------------------- | ---------------------- | ---------------------- | ---------------------- | ---------------------- |
|  | Partidul Național Liberal       | 10         |                        |                        |                        |                        |                        |                        |                        |                        |                        |                        |
|  | Partidul Social Democrat        | 3          |                        |                        |                        |                        |                        |                        |                        |                        |                        |                        |
|  | Alianța pentru Unirea Românilor | 2          |                        |                        |                        |                        |                        |                        |                        |                        |                        |                        |
|  | Uniunea Salvați România         | 1          |                        |                        |                        |                        |                        |                        |                        |                        |                        |                        |
|  | Partidul S.O.S. România         | 1          |                        |                        |                        |                        |                        |                        |                        |                        |                        |                        |

## Sport
În Ovidiu își are sediul Academia de Fotbal a lui Gheorghe Hagi. De asemenea, Farul Constanța își dispută meciurile pe teren propriu pe Stadionul Central din Ovidiu.

## Personalități
- Elena Roizen (n. 1 februarie 1945, Ovidiu — d. 25 septembrie 2007, Constanța) – cântăreață de muzică populară dobrogeană